# Tourisme au Cameroun
 (avril 2020).
Si vous disposez d'ouvrages ou d'articles de référence ou si vous connaissez des sites web de qualité traitant du thème abordé ici, merci de compléter l'article en donnant les références utiles à sa vérifiabilité et en les liant à la section « Notes et références ».
 ({{{date}}}).
 (août 2016).

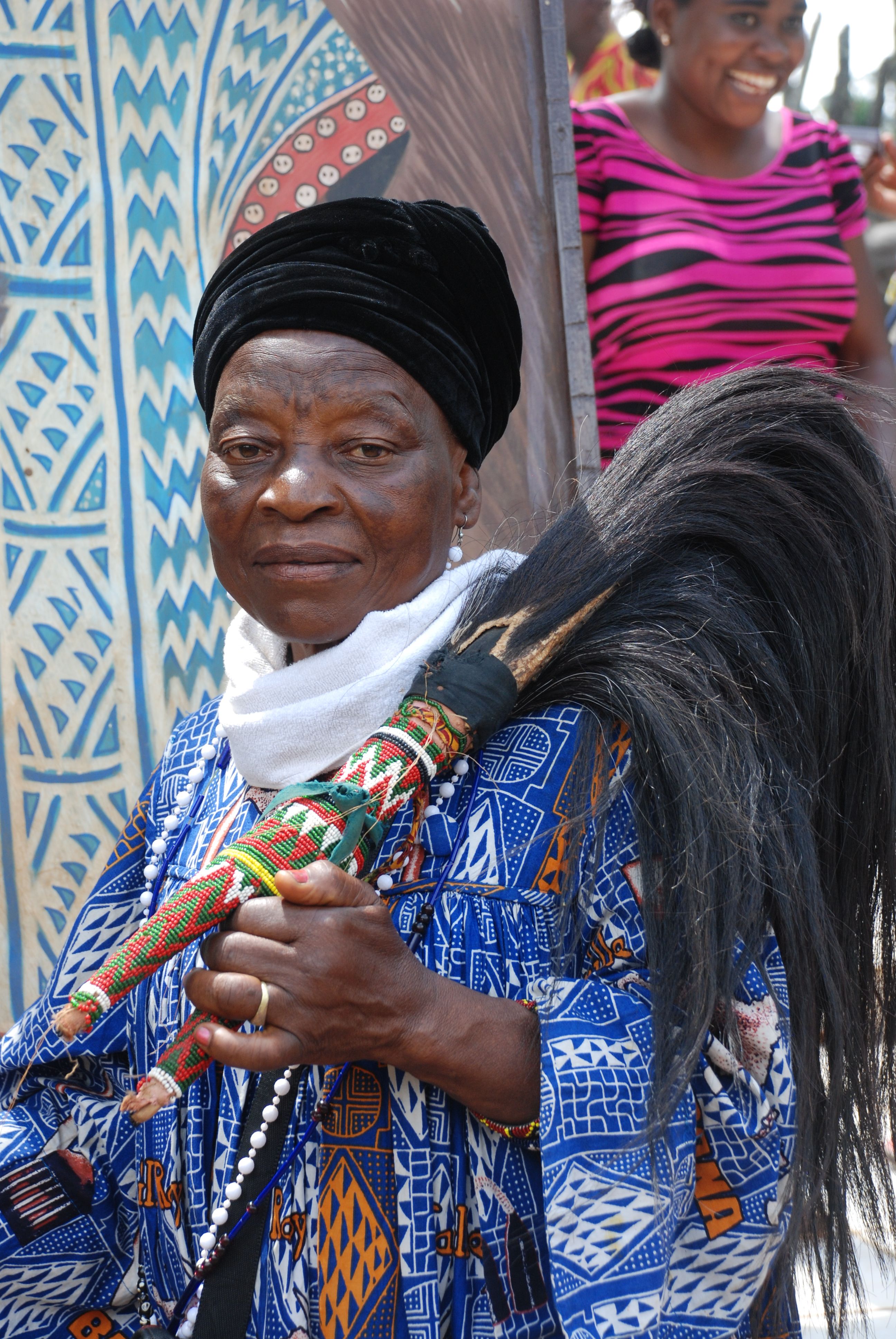
Tourisme culturel

L'industrie touristique camerounaise est très peu développée. On estime que moins d'un million de touristes visitent le Cameroun chaque année, c'est pourquoi le Cameroun ne fait pas partie des « destinations touristiques » au sens de l'organisation mondiale du tourisme.

## Histoire
Un Office national du tourisme est créé dès 1960, dans la foulée de l'indépendance, renommé « Commissariat général au tourisme » en 1970, puis « Délégation générale au tourisme » en juin 1975. Un timbre lui a été dédié en 1965.

## Aspects économiques

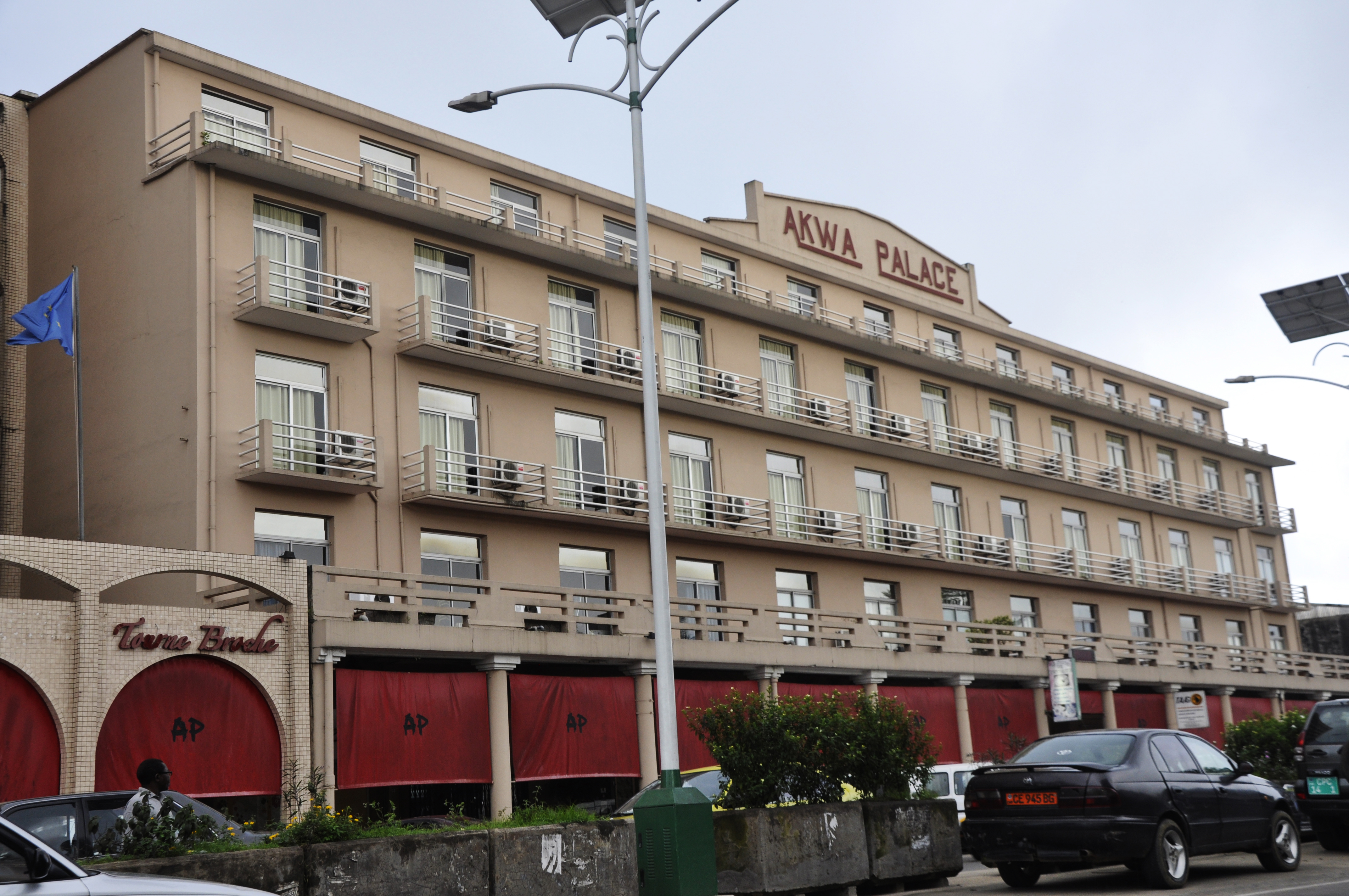
L'Akwa Palace, un hôtel de Douala.

En 2008, le tourisme devrait contribuer à environ 1,5 % du PIB, contre 2,4 % en 2005. Le secteur touristique devrait employer directement, en 2008, 48 000 personnes soit 1,3 % des salariés (132 000 personnes avec les emplois induits).

### Obstacles au développement du tourisme
Selon la presse et le gouvernement, les principaux obstacles au développement du tourisme au Cameroun seraient,,, :
- le coût des vols et l'éloignement géographique des pays riches ;
- le manque de fiabilité de la compagnie nationale (Camair-co) ;
- la difficulté d'obtenir des visas ;
- les tracasseries policières et douanières ;
- le déficit de capacités hôtelières ;
- l'absence d'aménagement sur les sites susceptibles de recevoir des touristes ;
- le déficit de promotion de la destination ;
- les problèmes de sécurité.

## Tendance et prospective

### Origines
Origines géographiques des touristes étrangers en 2001 :
| Nationalité           | 1997   | 1998   | 1999   | 2000    | 2001    | 2006    |
| --------------------- | ------ | ------ | ------ | ------- | ------- | ------- |
| CEMAC                 | 4 462  | 24 601 | 16 888 | 63 524  | 74 714  | 108 081 |
| Autres pays africains | 31 793 | 43 693 | 39 024 | 42 533  | 36 505  | 47 234  |
| Allemands             | 744    | 58     | 309    | 659     | 788     | NC      |
| Français              | 1 331  | 386    | 1 112  | 1 927   | 1 895   | 56 358  |
| Britanniques          | 866    | 64     | 557    | 518     | 220     | NC      |
| Italiens              | 402    | 187    | 269    | 321     | 371     | NC      |
| Suédois               | 364    | 6      | 148    | 14      | 11      | NC      |
| Belges                | 96     | 19     | 81     | 127     | 140     | NC      |
| Russes                | 6      | 16     | 15     | 197     | 271     | NC      |
| Hollandais            | 65     | 15     | 55     | 271     | 203     | NC      |
| Suisses               | 263    | 68     | 125    | 593     | 149     | NC      |
| Autres Européens      | 320    | 193    | 173    | 1 602   | 600     | NC      |
| Américains            | 423    | 37     | 177    | 253     | 573     | NC      |
| Canadiens             | 153    | 16     | 72     | 81      | 132     | NC      |
| Moyen - Orientaux     | 16     | 21     | 13     | 52      | 111     | NC      |
| Asiatiques            | 402    | 87     | 172    | 141     | 430     | 27 578  |
| Divers                | ...    | ...    | 230    | ...     | ...     | NC      |
| Total                 | 41 706 | 69 467 | 59 420 | 112 813 | 117 113 | NC      |

### 2005
Selon l'organisation mondiale du tourisme, le Cameroun aurait accueilli 190 000 touristes étrangers en 2004.

## Organisation
En 1997, le président Paul Biya plaçait le tourisme en 5e priorité de son programme électoral.
En 2024, Bello Bouba Maïgari, le ministre du Tourisme et des Loisirs a annoncé la création d'une école spécialisée dans la formation des professionnels du domaine dans le but de favoriser l’essor du tourisme.
De nombreux organismes ad hoc de promotion du tourisme ont été créés, comme le comité national du tourisme, l'office de tourisme du Cameroun en Europe.

## Quelques sites touristiques

### Région de l'Adamaoua
- Chutes de la Vina ;
- La zone de chasse du Faro[15] ;

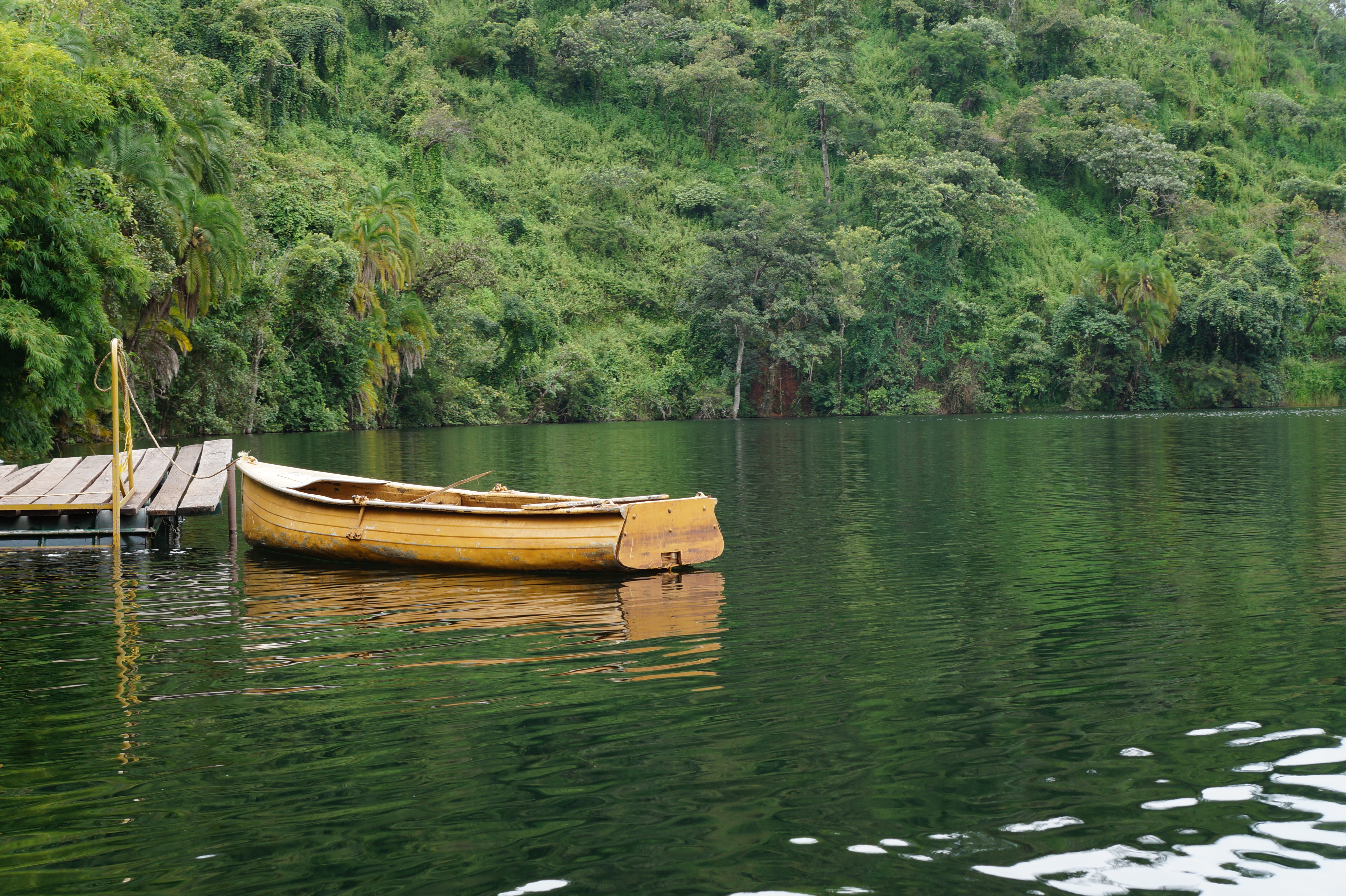
Le lac de N'Gaoundaba près de Ngaoundéré

- Lac Tyson (lac de cratère à 15 km de Ngaoundéré)[16] ;
- Lac Mbalang[17] ;
- Chutes de Tello sur la route de Belel[18].

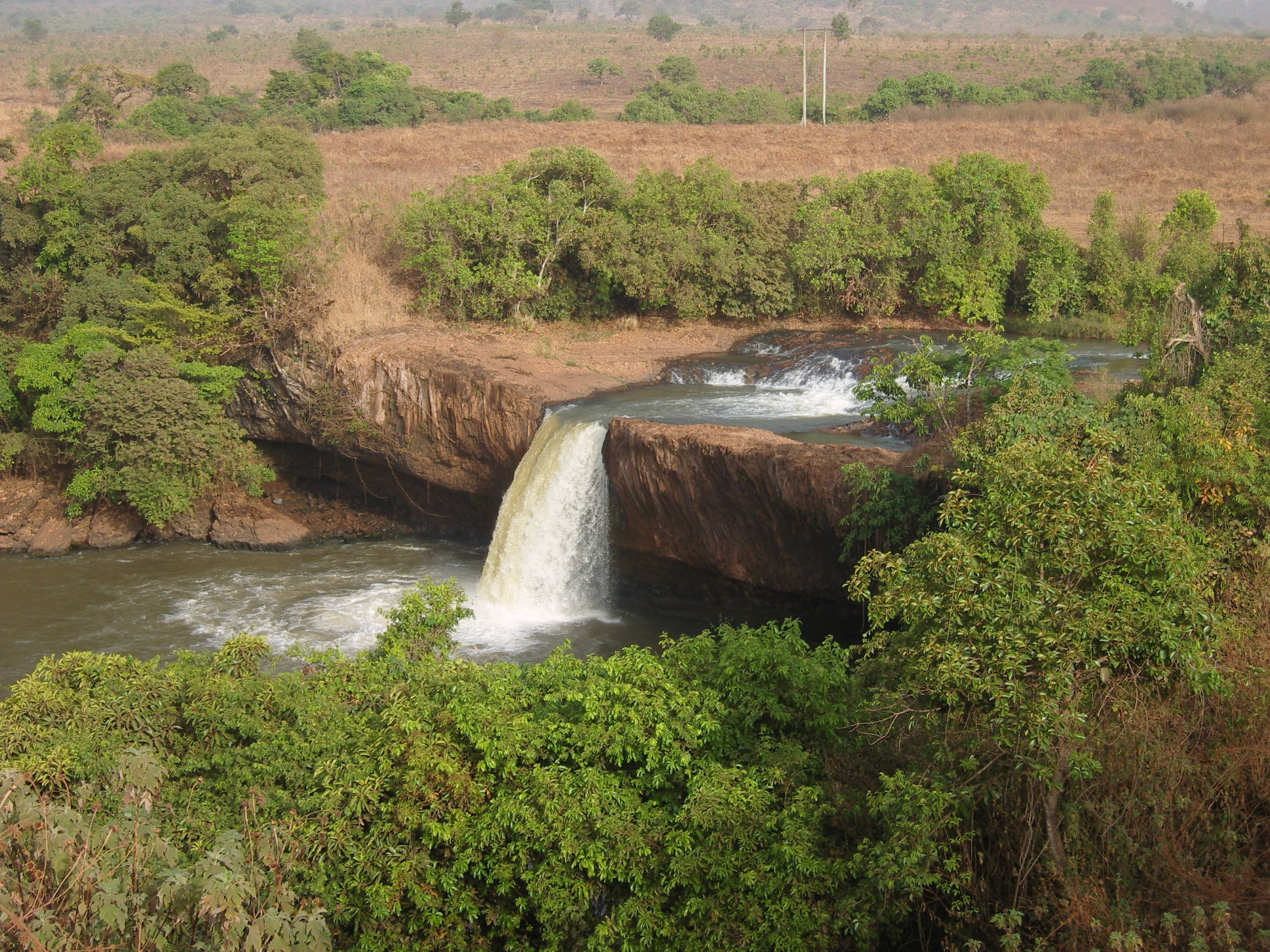
Chutes de la Vina.
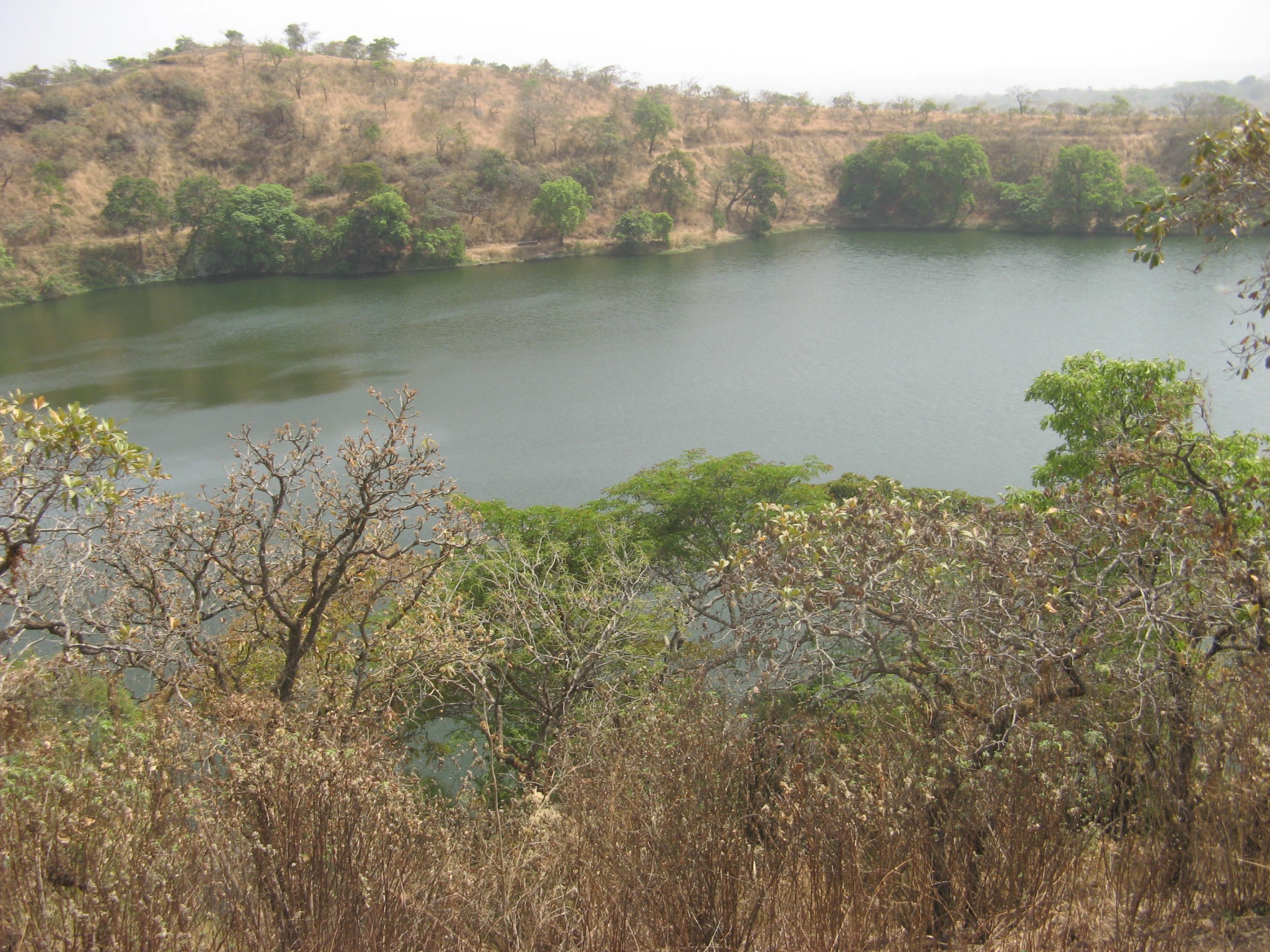
Lac Tyson.
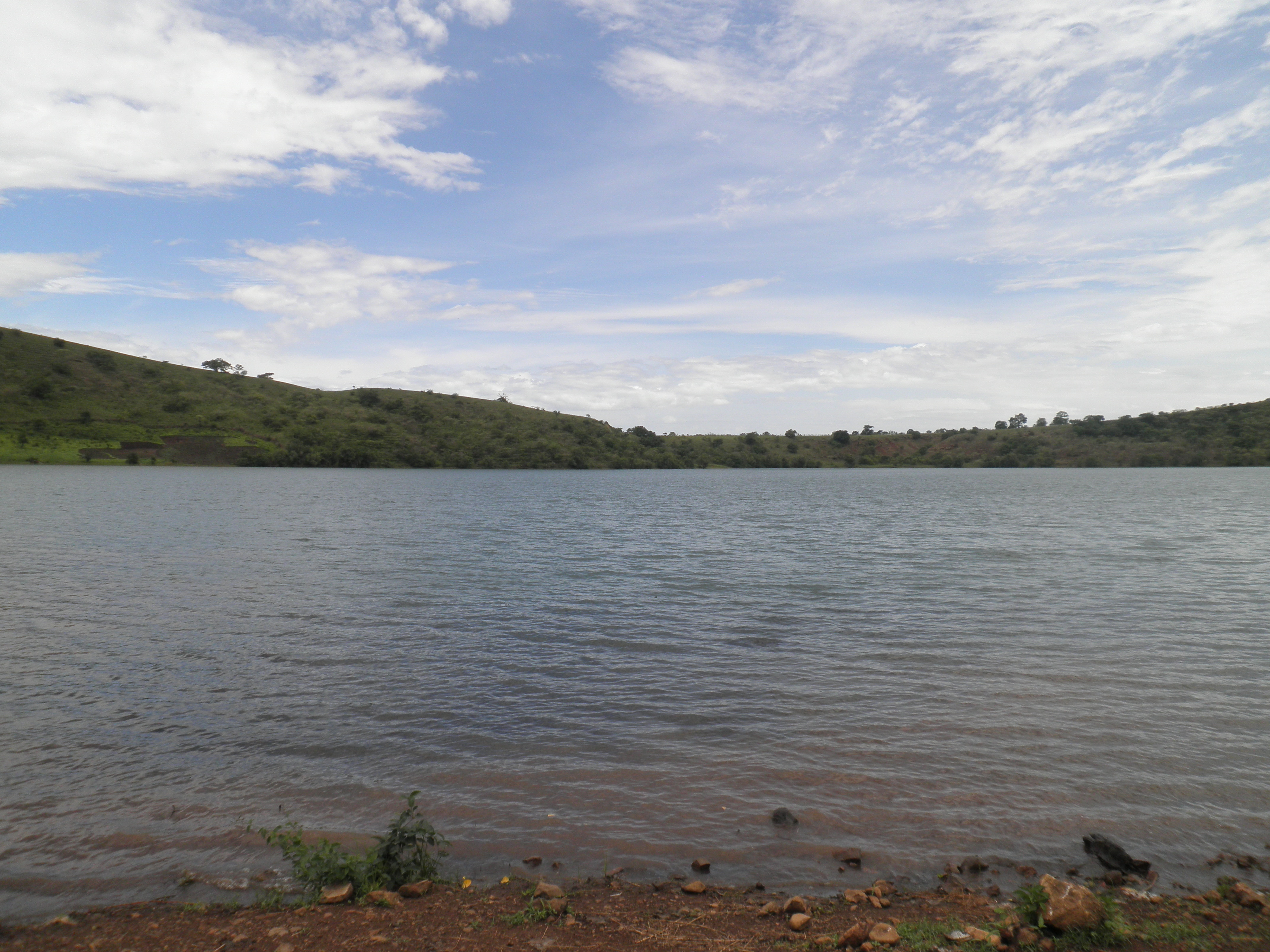
Lac Mbalang.
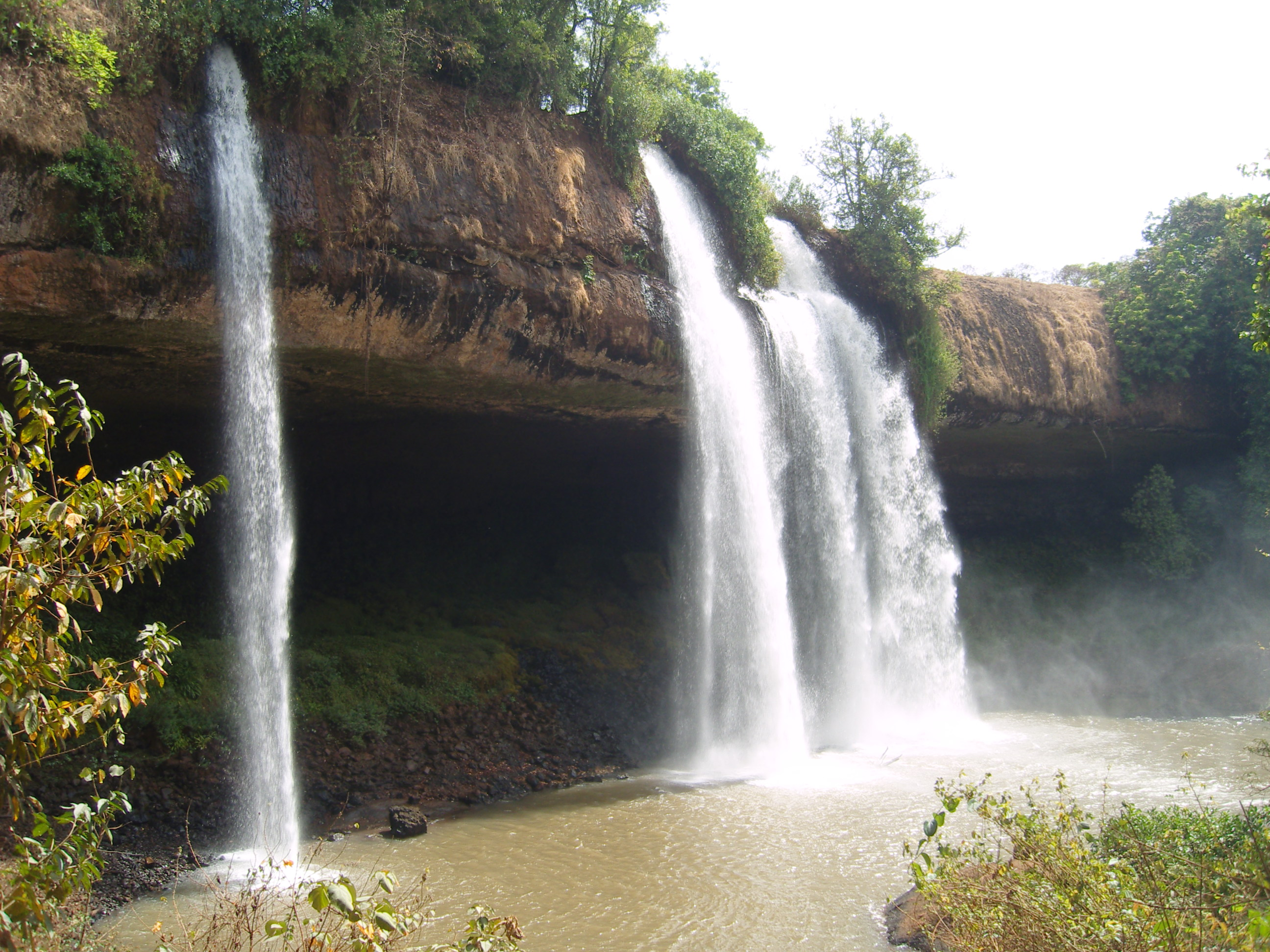
Chutes de Tello.

### Région du Centre
- Le musée national situé dans le centre-ville de Yaoundé;

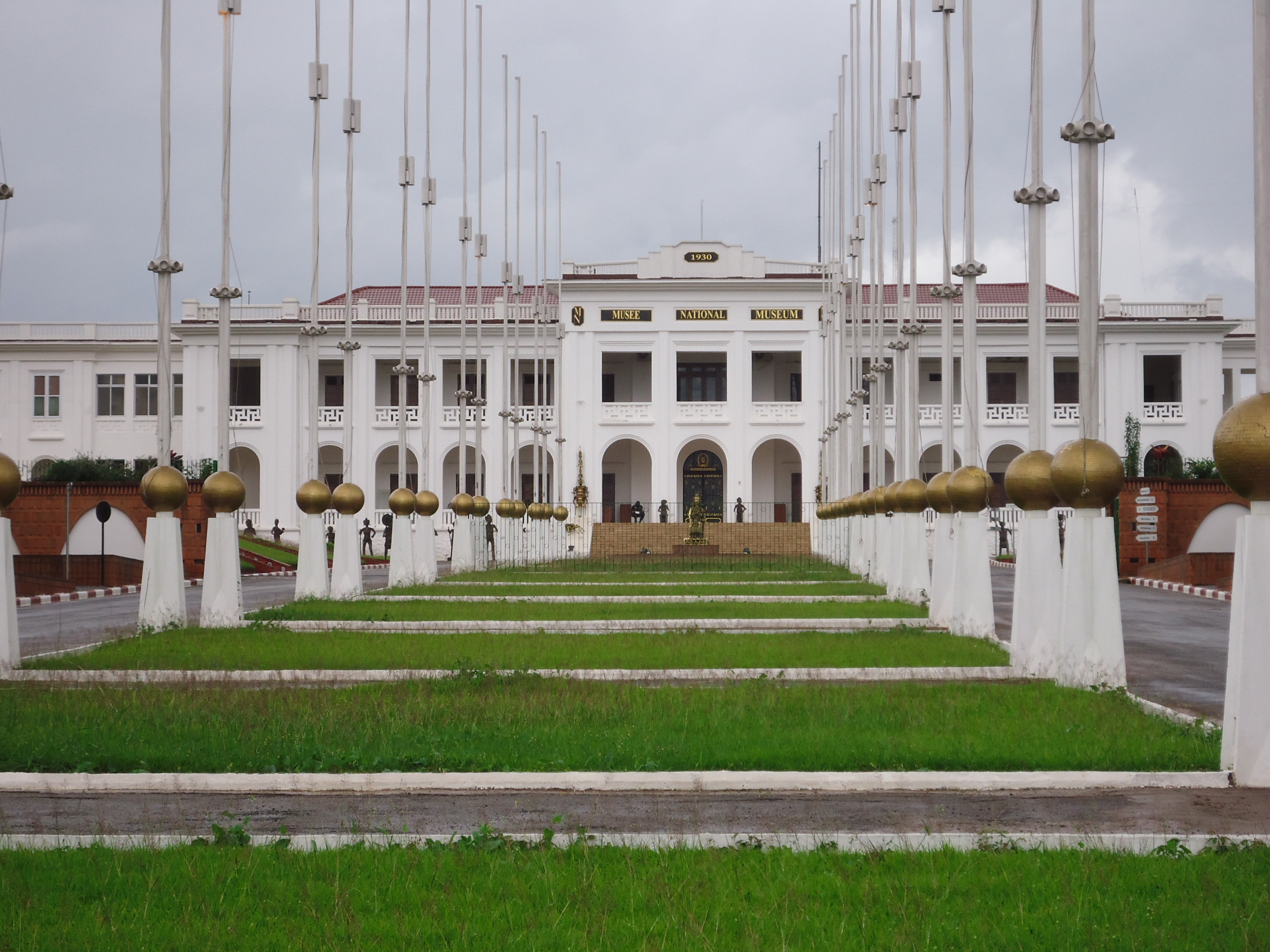
Musée national à Yaoundé
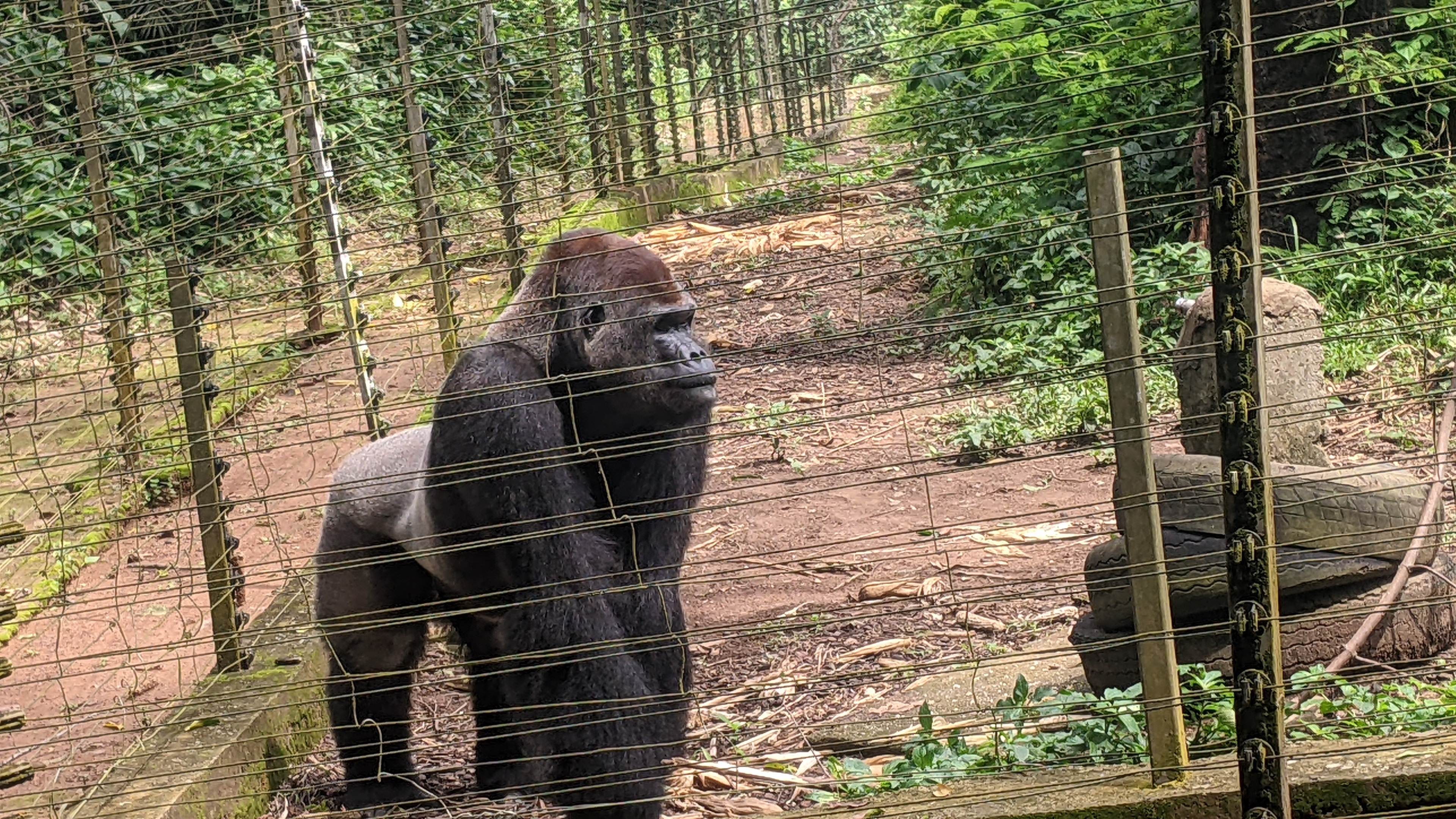
Un gorille du parc de la Méfou
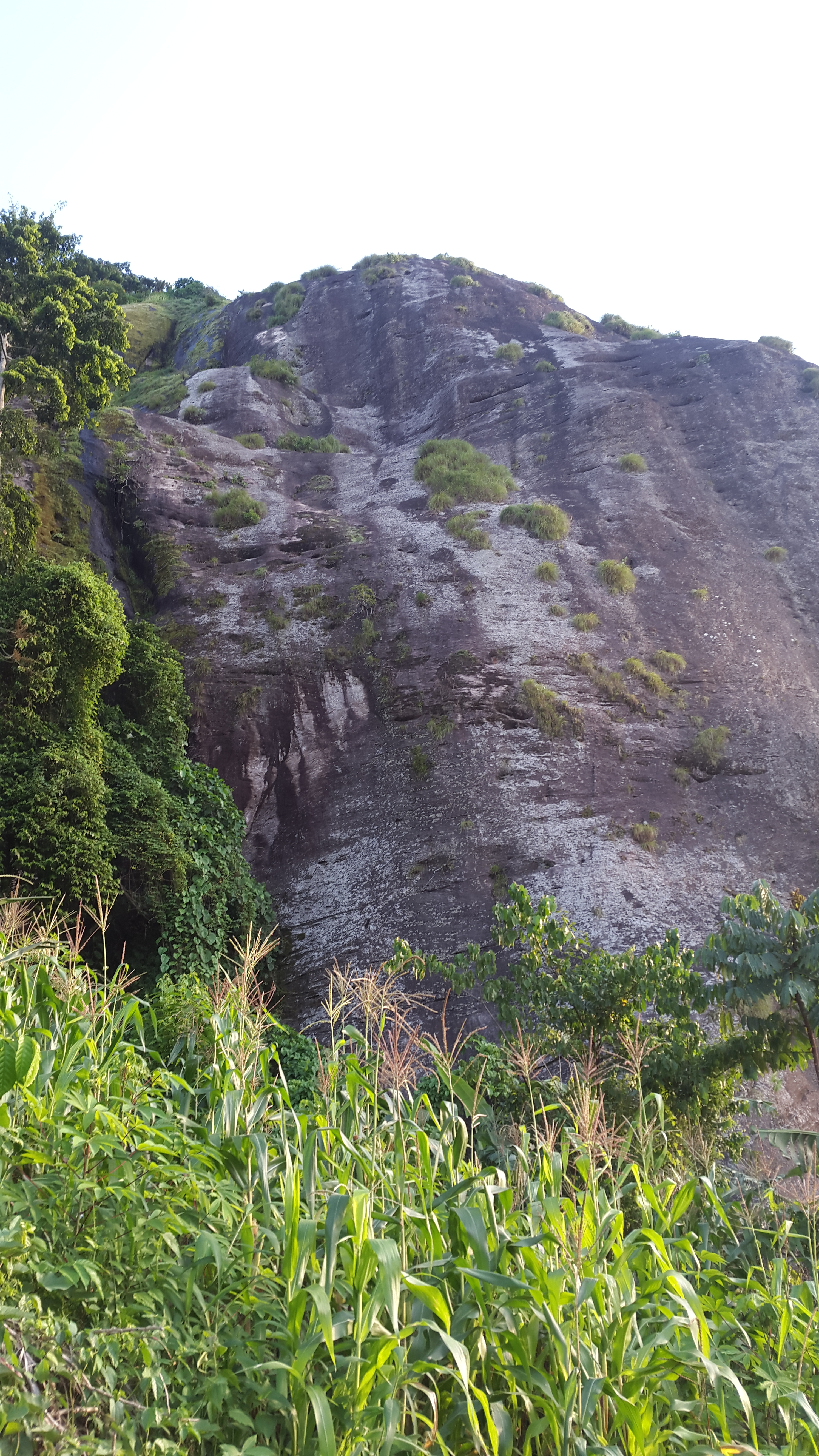
Mont Mewoulou

### Région de l'Est
- La réserve naturelle du Dja ;
- Les campements de pygmées[19] ;
- Parc national de la Lobéké

### Région de l'Extrême-Nord
- Le parc national de Waza situé dans l'extrême-nord du pays, d'une superficie d'environ 170 000 ha ;
- Le mont Rhumsiki ;
- Les paysages lunaires des Kapsiki ;
- Le parc national de Kalamaloué à Kousséri.

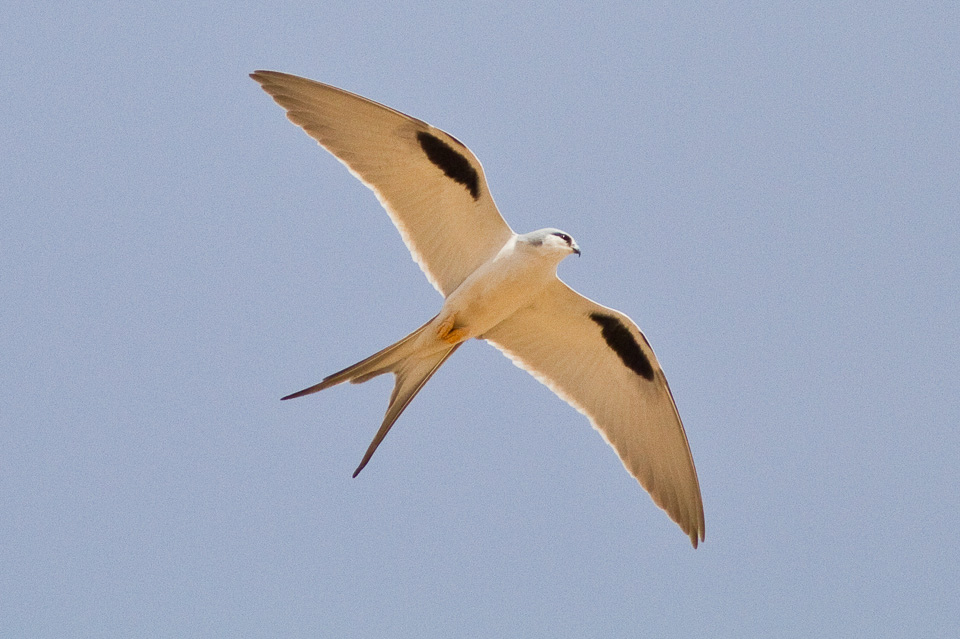
Chelictinia riocourii dans l'Extrême Nord
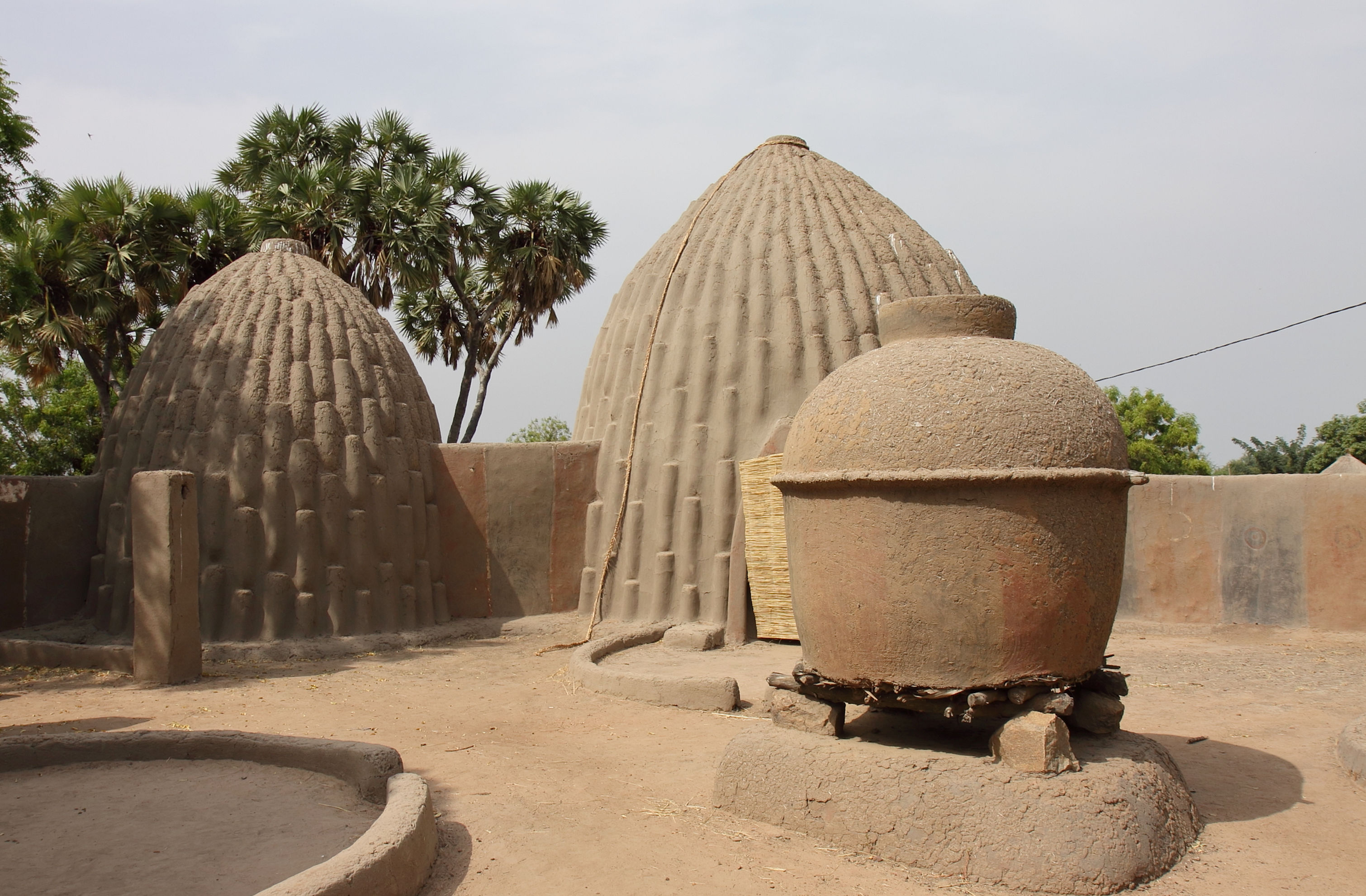
Habitation de Pouss Jarre
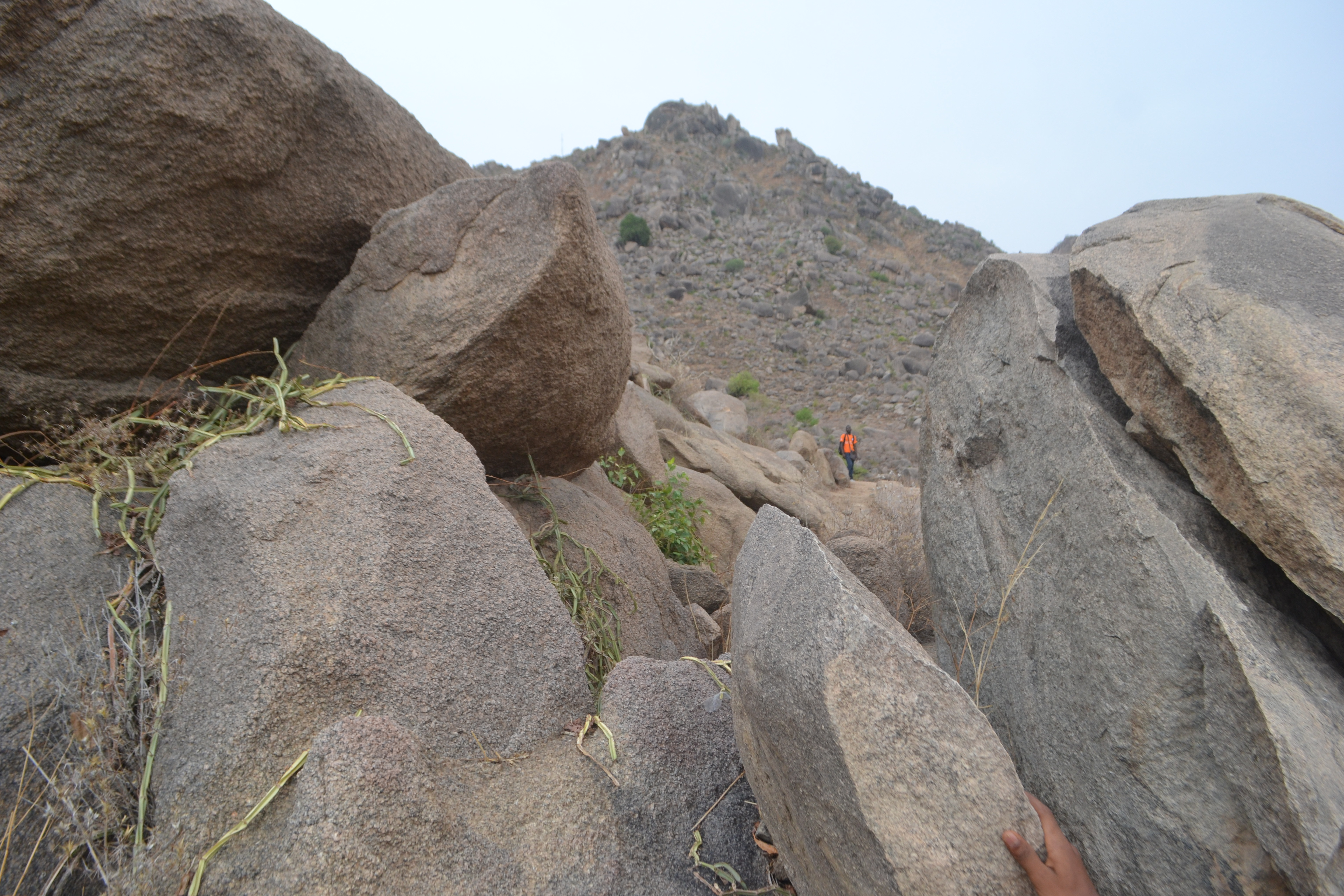
Rochers dans le massif de Mora

### Région du Littoral

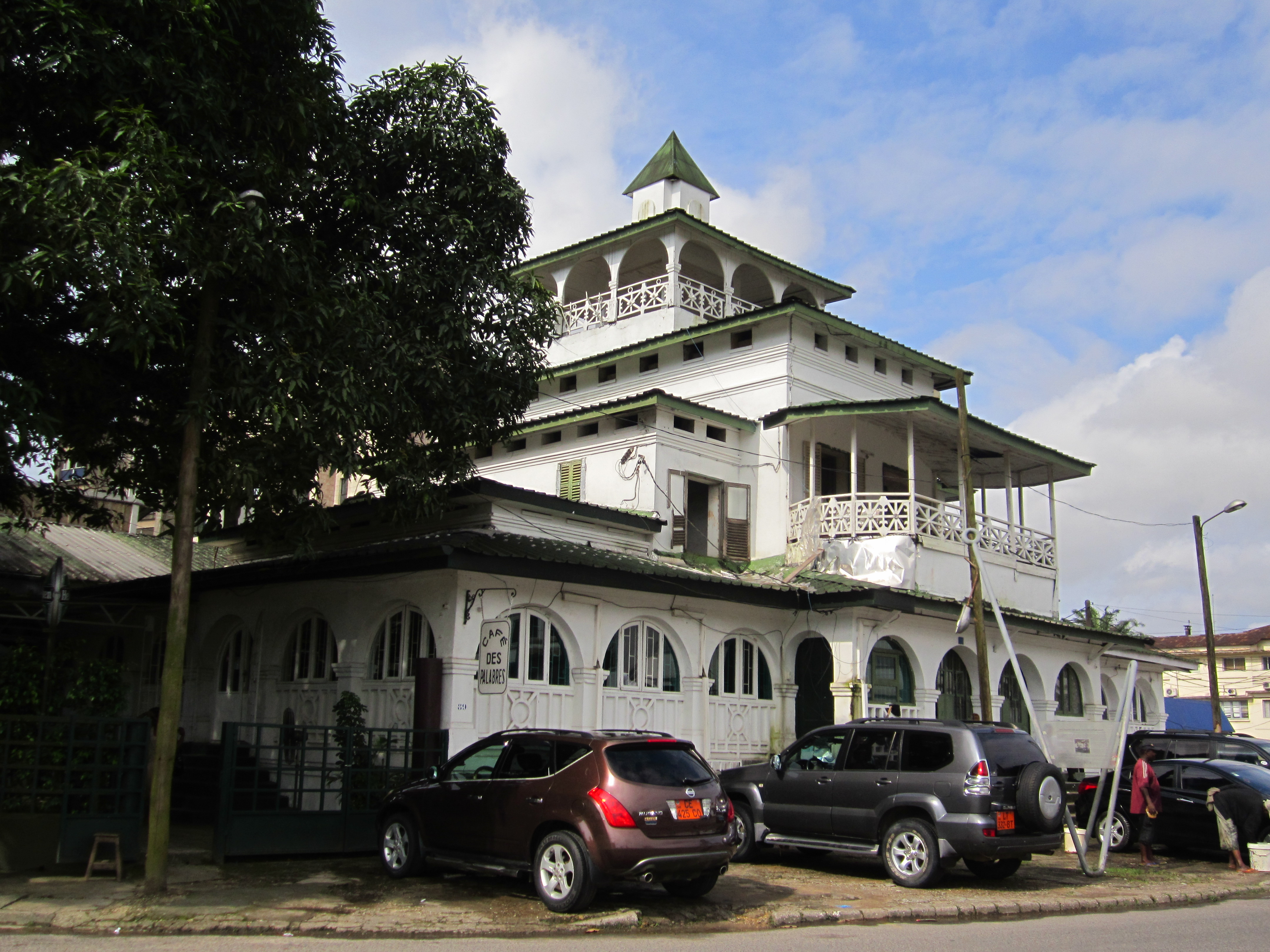
Le palais des rois Bell, « pagode » de Douala.

- Douala, capitale économique du pays ;
- Le mont Manengouba ;
- Le lac Ossa ;
- Le lac male du Manengouba.
- Les chutes d'Ekom Nkam (80 m) et sa forêt équatoriale où se pratiquent les cérémonies traditionnelles.

Plage de yoyo à mouanko,
L'île de manoka,
Réserve de Douala Édéa.

### Région du Nord
- Les hippopotames du fleuve Bénoué au nord.
- Le parc national de Mozogo Gokoro à Koza
- Les principaux parc nationaux de la région du nord : parc national de la Bénoué, parc national de Bouba Ndjida, parc national du Faro.

### Région du Nord-Ouest
- Le mont Oku
- Le Lac Oku

### Région de l'Ouest

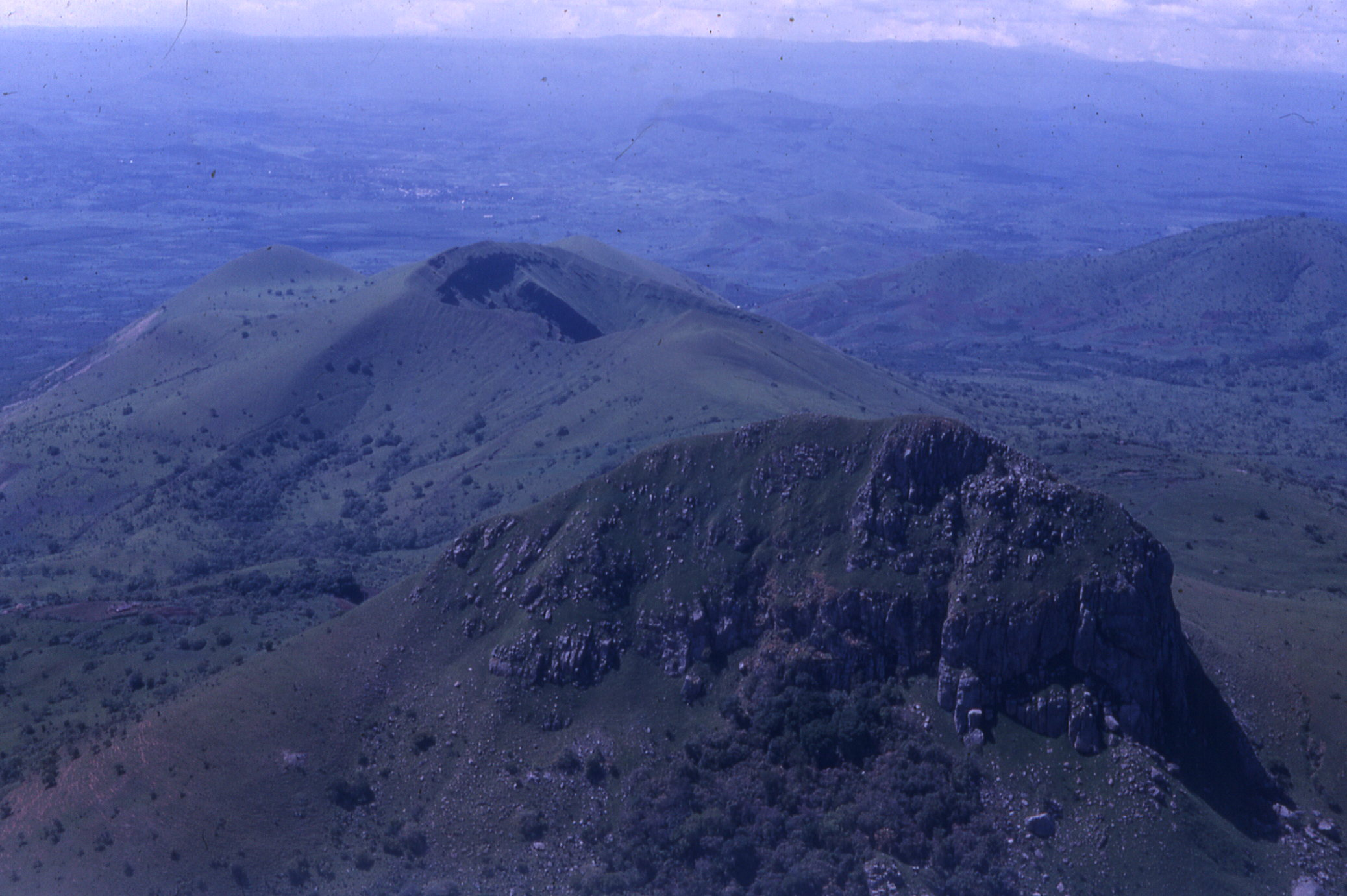
Le mont Mbapit

- Sultanat de Foumban, capitale du pays bamoun (palais du sultan (1917), musée de Foumban) ;
- Les chefferies traditionnelles ;
- Le Centre climatique de Dschang ;
- Les chutes de Mami Wata à Dschang ;
- Les chutes de la Moakeu, près de Bafang ;
- Les chutes de la Mifi ;
- le massif du Mont Mbapit, où se trouve un lac de cratère ;
- la région de Baham.

### Région du Sud
- Kribi, ville balnéaire

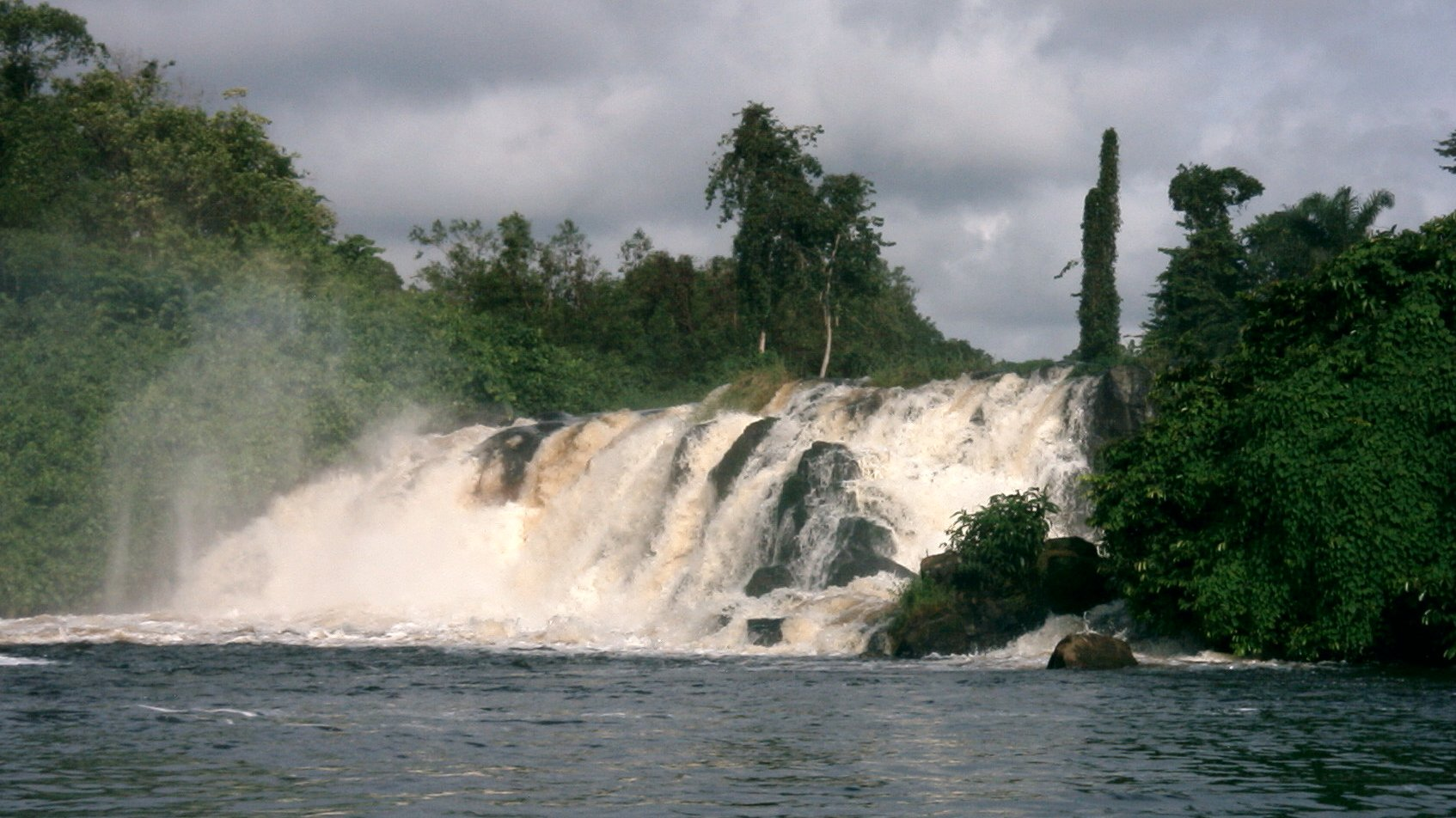
Les chutes de la Lobé.

- Rivière Lobé au sud, où l'on peut faire une balade en pirogue traditionnelle et dont les berges luxuriantes abritent des tribus Pygmées ;
- Les chutes de la rivière Lobé ;
- Le parc national de Campo-Ma'an ;
- Les grottes de Nkolandom

### Région du Sud-Ouest
- Le mont Cameroun (4070 m), plus haut sommet du Cameroun ;
- Limbé, ville au pied du mont Cameroun ;
- Jardin botanique de Limbé
- Parc national de Korup.

#### Essais
- Engelbert François Essono, Tourisme et culture au Cameroun à l'ère de la mondialisation, Presses de l'Impr. Saint-Paul, Yaoundé, 2001, 191 p.
- Roger Onomo Etaba, Le tourisme culturel au Cameroun, L'Harmattan, 2009, 123 p.  (ISBN 9782296098954)
- Simon-Pierre Handy, Le tourisme au Cameroun : réalités et rôle dans le développement économique et régional, Université de Provence, Aix-en-Provence, 1992, 2 vol., 569 p. (thèse)
- Holiday's Cameroon, Le développement de l'industrie du tourisme au Cameroun. À la découverte de l'Afrique en miniature, L'Harmattan, 2011, 136 p.  (ISBN 9782296468306)
- Nicole Mainet-Delair, Les aspects géographiques du tourisme au Cameroun, Université Bordeaux 3, 2 vol., 268 + 85 p. de pl. (thèse de 3e cycle)

#### Guides pratiques
- Cameroun, Nouvelles Éditions de l'Université, 2015-2016, 312 p.  (ISBN 978-2746982543) (coll. Petit Futé)
- Emmanuelle Pontié et Anne Debel, Le Cameroun aujourd'hui, Éditions du Jaguar, 2011, 272 p.  (ISBN 978-2869504646)